# Васькин, Василий Тимофеевич
Василий Тимофеевич Васькин — советский хозяйственный, государственный и политический деятель.

## Биография
Родился в 1914 году в деревне Медведовке. Член ВКП(б) с 1939 года.
С 1938 года — на хозяйственной, общественной и политической работе. В 1938—1976 гг. — в НКВД Ашхабадской области, начальник 2-го отделения Управления НКГБ по Ашхабадской области, заместитель начальника Управления НКГБ по Ташаузской области, начальник Управления НКГБ по Ташаузской области, начальник Управления МГБ по Чарджоуской области, министр государственной безопасности Туркменской ССР, министр внутренних дел Туркменской ССР, председатель КГБ при СМ Туркменской ССР, начальник Управления КГБ по Саратовской области.
Избирался депутатом Верховного Совета СССР 4-го созыва, Верховного Совета РСФСР 5-го созыва.
Умер в 1993 году.